# Siatkówka plażowa na Plażowych Igrzyskach Azjatyckich 2012
Podczas III Plażowych Igrzysk Azjatyckich rozegrano dwa turnieje - kobiecy i męski - w siatkówce plażowej. Zawody odbywały się w dniach od 12 do 18 czerwca 2012 r. 

## Medaliści
| Konkurencja | Złoty                                                         | Srebrny                                             | Brązowy                                                  |
| Mężczyźni   | Indonezja (INA) Ade Candra Rachmawan Koko Prasetyo Darkuncoro | Kazachstan (KAZ) Dmitrij Jakowlew Aleksiej Kuleszow | Kazachstan (KAZ) Aleksandr Djaczenko Aleksiej Sidorienko |
| Kobiety     | Tajlandia (THA) Varapatsorn Radarong Tanarattha Udomchavee    | Chiny (CHN) Hu Anna Chen Chunxia                    | Chińskie Tajpej (TPE) Kou Nai-han Chang Hui-min          |

## Tabela medalowa
| Poz.    | Państwo         | Złoto | Srebro | Brąz | Łącznie |
| ------- | --------------- | ----- | ------ | ---- | ------- |
| 1       | Indonezja       | 1     | -      | -    | 1       |
| 1       | Tajlandia       | 1     | -      | -    | 1       |
| 3       | Kazachstan      | -     | 1      | 1    | 2       |
| 4       | Chiny           | -     | 1      | -    | 1       |
| 5       | Chińskie Tajpej | -     | -      | 1    | 1       |
| Łącznie | Łącznie         | 2     | 2      | 2    | 6       |